# Kościół św. Mikołaja Biskupa w Wierzchach
Kościół św. Mikołaja Biskupa w Wierzchach – drewniany, rzymskokatolicki kościół parafialny zlokalizowany we wsi Wierzchy (powiat poddębicki, województwo łódzkie). Funkcjonuje przy nim parafia św. Mikołaja Biskupa.

## Historia
Z 1300 istnieje zapis Mikołaja plebana de Wierzchi. Obecna świątynia została wybudowana w 1727 z inicjatywy Walentego Drogońskiego, kanonika kaliskiego. W 1785 lokalny dziedzic, Jan Kanty Golembowski, sfinansował budowę podmurówki. W 1786 w kościele były cztery ołtarze, o czym świadczą zapisy z wizytacji. Kościół był remontowany w 1787, 1908 i 1966.

## Architektura
Orientowany obiekt, kryty dachem dwuspadowym z sygnaturką, jest usytuowany w centrum wsi, pośród starego drzewostanu. Ma konstrukcję wieńcową, jest oszalowany, jednonawowy, z węższym prezbiterium zamkniętym wielobocznie. Od północy, obok prezbiterium, dobudowano prostokątną zakrystię. Od południa do bryły przylega kruchta. Świątynia jest przykryta płaskim stropem i wsparta na czterech słupach w nawie. Okna mają obramienia o skromnej dekoracji klasycystycznej. Szczyt fasady zachodniej reprezentuje późny barok. 

## Wnętrze
Na belce tęczowej umieszczono krucyfiks (początek XVII wieku). Chór muzyczny oparto na dwóch słupach z rzeźbami św. Stanisława i św. Wojciecha. 
Wewnątrz kościoła znajdują cztery barokowe ołtarze z XVIII wieku (główny pochodzi z lat 1720-30, a dwa boczne i trzeci z XVIII wieku). Do cennego wyposażenia obiektu należą: chrzcielnica (barok, XVIII wiek), trzy krucyfiksy barokowe, rzeźba Chrystusa Zmartwychwstałego (barok, XVIII wiek) i mosiężny świecznik (XVII wiek). Płyta nagrobna Waleni Sulimirskiej pochodzi z 1836.
Pod kościołem istnieje krypta. Według lokalnej legendy istniało kiedyś przejście podziemne prowadzące do miejscowego pałacu.

## Otoczenie
Przy świątyni stoi betonowa dzwonnica z trzema dzwonami. Istnieje tu też cmentarz, a na nim murowana kaplica grobowa (obecnie przedpogrzebowa) z pierwszej połowy XIX wieku, kryta dachem dwuspadowym. Stoją na nim m.in. nagrobki Eufrozyny z Kruszewskich Szaniawskiej zmarłej w 1868, czy Małgorzaty z Romockich Sulimierskiej.
Ogrodzenie jest wykonane z kamieni polnych.

## Galeria

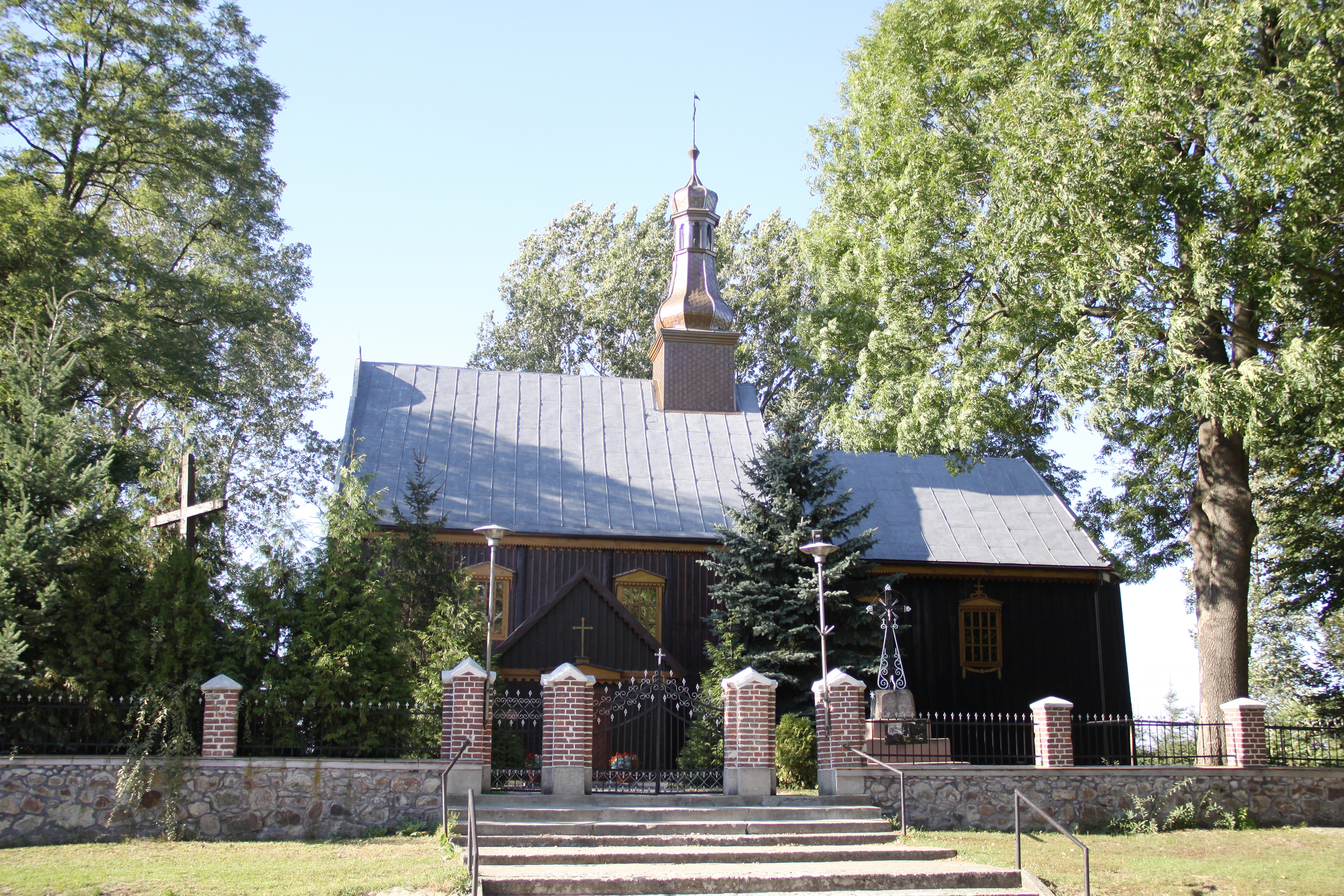
Widok ogólny
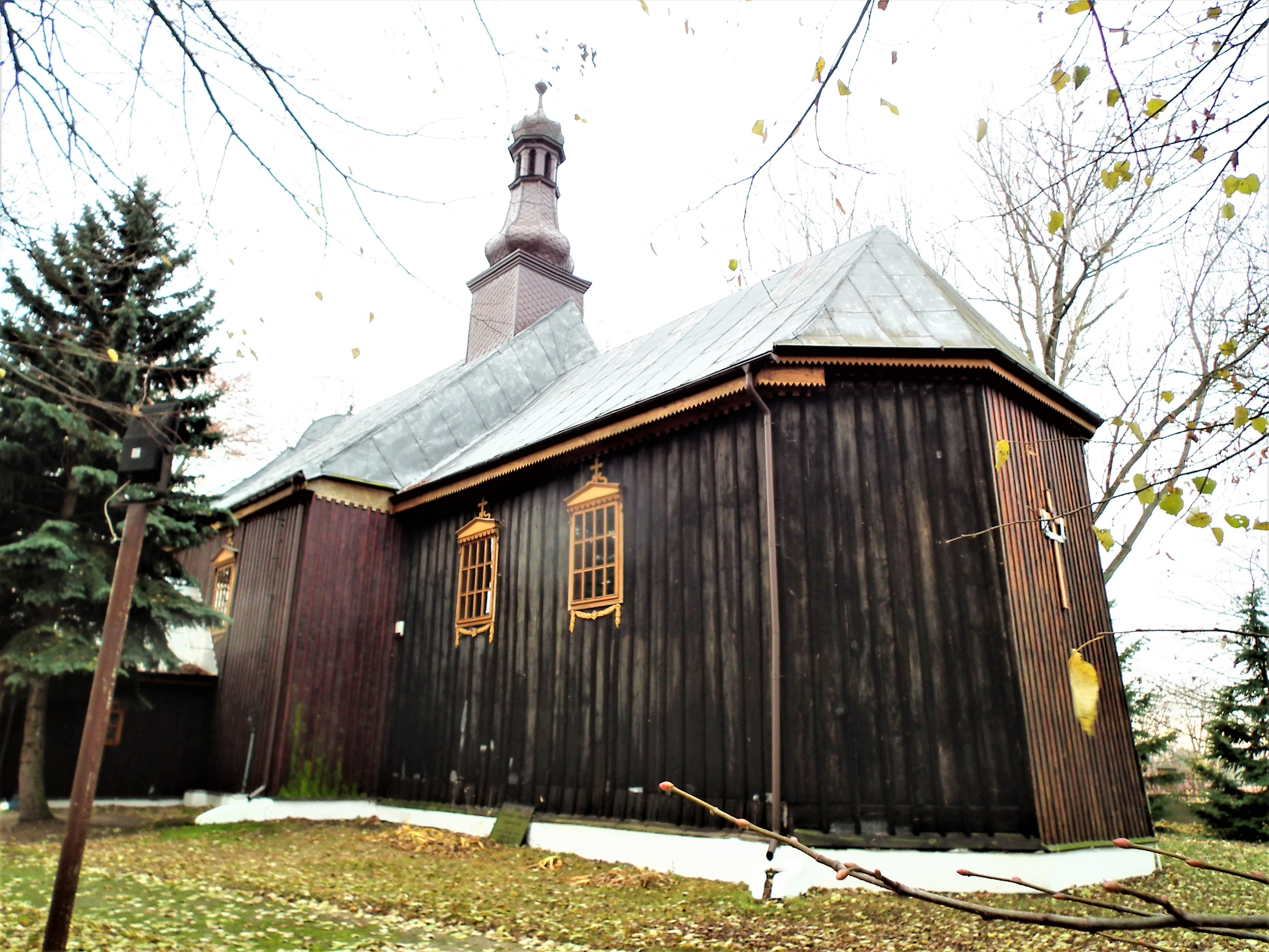
Widok od strony prezbiterium
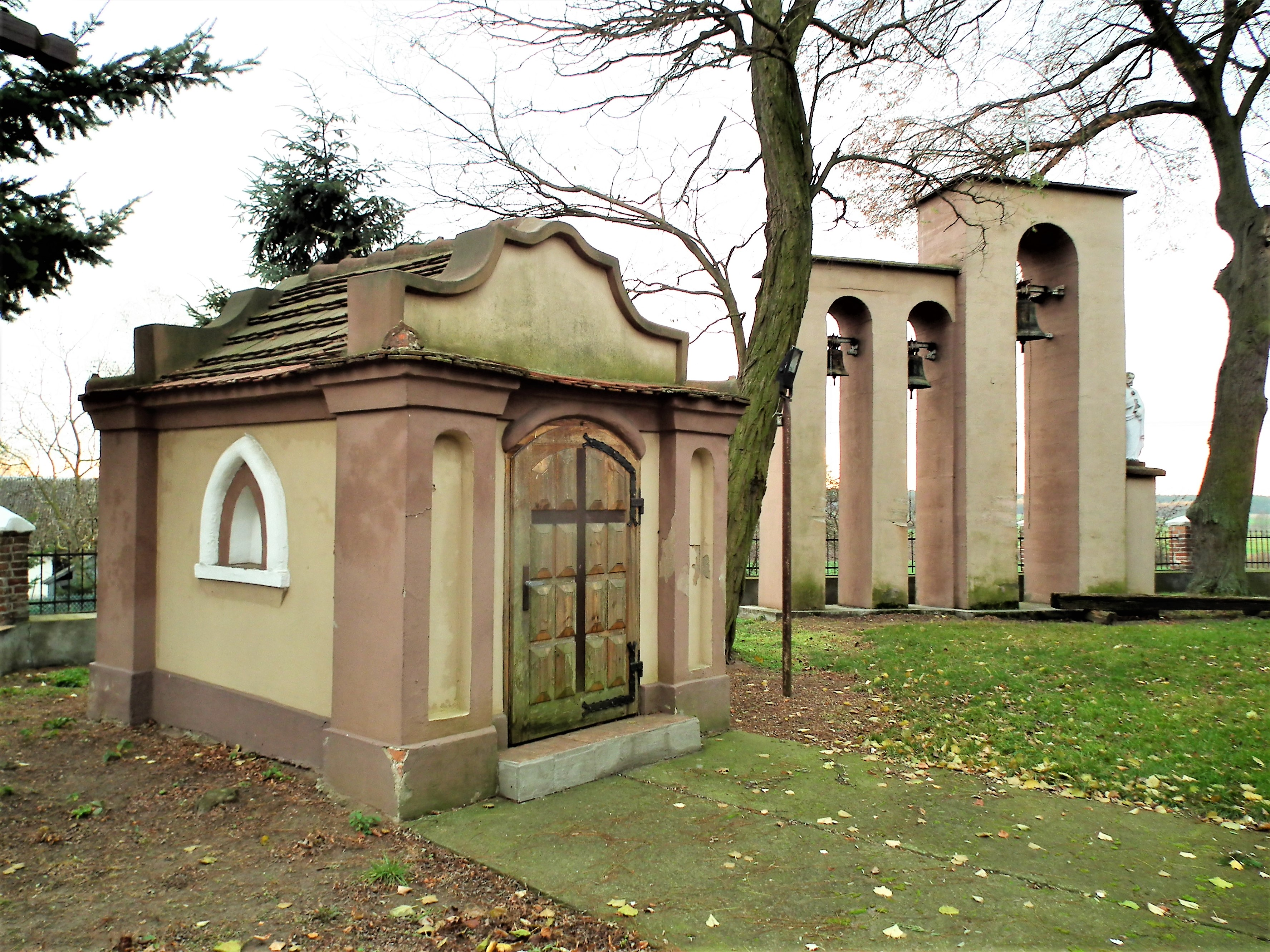
Dzwonnica i kaplica przedpogrzebowa